# Castell d'Ademús
El Castell d'Ademús o Castell de Santa Bàrbara és una fortalesa situada a la vila d'Ademús, capital del Racó d'Ademús

## Història
Els orígens del Castell d'Ademús es remunten a l'època musulmana, estant documentada l'existència de la fortalesa d'Al-Dāmūs, formant part amb el Castell de Castellfabib de la xarxa defensiva del riu Túria al Xarq al-Àndalus. La seva avantatjosa ubicació, aprofitant un tall vertical del terreny, el feia inexpugnable por un costat i fou un gran obstacle per la conquesta a Muhammad an-Nâsir el 1210 per Pere el Catòlic, que comptava amb l'ajut d'hospitaler i templers, repoblats per aragonesos, però poc després fou ocupada de nou pels musulmans de Balansiya i fins al 1259 Jaume el Conqueridor no el prendria definitivament, reservant-lo per la corona.
Amb la conquesta aragonesa del segle xiii, els templers van rebre rendes i privilegis a la vila d'Ademús, que el 1319 passarien a la nova orde de Montesa, que va instituir una comanda a Ademús. La inseguretat del segle xiii va determinar que els nous pobladors decidiren aixecar la primera església de sant Pere Intramurs a l'empara dels murs del castell, que va desaparèixer en el terratrèmol del 7 de juny de 1656 i el qual va afectar també al castell. A les acaballes d'aquest segle i inicis del següent es va construir l'ermita de santa Bàrbara, els murs ruïnosos de la qual encara poden observar-se avui dintre del perímetre del castell.
Durant tota l'Edat Mitjana la fortalesa d'Ademús, amb la seva església parroquial dintre, va continuar jugant un important paper defensiu, al constituir-se com una vila i castell de frontera, ara amb el regne de Castella. És per això que els monarques aragonesos es van preocupar bé de mantenir-la en condicions operatives davant eventuals atacs. Al costat de la veïna fortificació de Castellfabib va resistir dos setges durant les invasions de les tropes castellanes de Pere I de Castella durant la Guerra dels dos Peres (1356-1369).
Destruït i reconstruït en diverses ocasions al llarg de la història, especialment durant les guerres carlines del segle xix, i el 1837 fou escenari d'un important enfrontament entre la partida de Josep Miralles Marín el Serrador i l'exèrcit liberal.

## Descripció
Encara es poden distingir entre les seves restes part de l'antiga celòquia, part central dedicada a habitacle de l'alcaide. També es dibuixen els murs de l'antic albacar, destinat al refugi dels habitants de la vila, i una de les seves portes, amb arc de mig punt. L'únic edifici que encara està en peu és l'ermita de santa Bàrbara, petita capella del segle xvii, dins de l'albacar.

## Estat actual
La construcció del dipòsit d'aigua potable i altres alteracions de la zona han afectat a l'antic castell les darreres dècades. Recentment, el perímetre de la fortalesa s'ha ordenat, amb jardins i mobiliari urbà, i ha esdevingut un atractiu mirador. Encara poden distingir-se alguns fragments de murs i fonaments.

## Protecció
En 1985 fou declarat part del patrimoni històric espanyol i el 1998 Bé d'Interés Cultural pel govern del País Valencià segons la llei 4/1998.